# Фамильная часовня-усыпальница графов Тышкевичей
Фамильная часовня-усыпальница графов Тышкевичей — часовня семейства графов Тышкевичей с криптой в Кретинге, на старом Кретингском приходском кладбище на улице Вильняус. Вместе с оградой, восточными и западными воротами образует единый комплекс, являющийся с 1997 года объектом культурного наследия регионального значения, охраняется государством (код в Регистре культурных ценностей Литовской Республики 23595).

## История
Часовня в неоготическом стиле построена в 1893 году по приказу последнего владельца Кретинги графа Александра Тышкевича. Сначала из тесаного камня и красного кирпича был сооружён опоясанный земляным холмом склеп-усыпальница для погребения членов семьи Тышкевичей. Во избежание сползания земли со склонов холма часовня была обложена высокой оградой из красного кирпича, изготовленного на кирпичном заводе Кретингского поместья. Часовню проектировал архитектор шведского происхождения Карл Эдуард Страндманн, живший в Курляндской губернии. Это была первая постройка сакральной архитектуры в Литве по его проекту. Позднее он проектировал здания неоготических храмов в Паланге, Кельме и других города на северо-западе Литвы.
В первой половине XX века в наземной части часовни проходили панихиды.
Интерьер часовни украшала настенная живопись. Напротив центрального нефа, в апсиде, установлен привезённый в 1894 году из Варшавы деревянный неоготический алтарь с четырьмя скульптурами евангелистов и доставленным из Германии распятием в виде барельефа. В советские годы скульптуры, а в 1989 году и барельеф были похищены. В 1975 году часовня передана в ведение Кретингского краеведческого музея, с тех пор трижды реставрировалась.
В усыпальнице покоятся останки членов семьи Тышкевичей, в том числе — графа Юзефа Тышкевича, основателя кретингской резиденции семейства Тышкевичей (умер в 1891 году), его внучки Марии Тышкевич (умерла в 1896 году), его вдовы Зофья Тышкевич (умерла в 1919 году), Ядвиги Тышкевич (умерла в 1939 году), внука Казимира Виктора Юстина Мария Тышкевича (умер в 1941). Это последний представитель рода Тышкевичей, которому принадлежала часовня. В 1941 году он участвовал в борьбе за независимость Литвы и командовал жямайтийским повстанческим отрядом.
В 2018 году фамильная часовня-усыпальница графов Тышкевичей была реновирована и приспособлена для осуществления образовательной деятельности и культурного туризма. В крипте часовни развернута экспозиция «Графы Тышкевичи», а в верхней части — экспозиции предметов сакрального искусства: наверший кованых крестов и девоционалий (мелких предметов религиозного культа). Фамильная часовня-усыпальница графов Тышкевичей является неотъемлемой частью усадьбы Кретингского поместья.